# Franco Sancassani
Franco Sancassani est un rameur italien, né le 12 avril 1974.

## Palmarès

### Championnats du monde
- 1995 à Tampere,  Finlande
  -  Médaille de bronze quatre de couple poids légers
- 1996 à Glasgow,  Royaume-Uni
  -  Médaille d'or quatre de couple poids légers
- 1997 à Aiguebelette,  France
  -  Médaille d'or quatre de couple poids légers
- 1998 à Cologne,  Allemagne
  -  Médaille d'or quatre de couple poids légers
- 1999 à Saint Catharines,  Canada
  -  Médaille d'or quatre de couple poids légers
- 2000 à Zagreb,  Croatie
  -  Médaille d'argent en quatre de couple poids légers
- 2002 à Séville,  Espagne
  -  Médaille d'argent deux de pointe poids légers
- 2004 à Banyoles,  Espagne
  -  Médaille d'or quatre de couple poids légers
- 2006 à Eton,  Royaume-Uni
  -  Médaille d'or huit barré
- 2008 à Linz,  Autriche
  -  Médaille d'or quatre de couple poids légers
- 2009 à Poznań,  Pologne
  -  Médaille d'or quatre de couple poids légers

### Championnats d'Europe
- 2010 à Montemor-o-Velho,  Portugal
  -  Médaille d'or en quatre de couple poids légers